# Nagyszekeres
Nagyszekeres là một thị trấn thuộc hạt Szabolcs-Szatmár-Bereg, Hungary. Thị trấn này có diện tích 10,52 km², dân số năm 2010 là 545 người, mật độ 52 người/km².